# Palazzo Volpe Cabianca
Il Palazzo Volpe Cabianca è un edificio del XV secolo, rinnovato nel XVI, sito in contrà Jacopo Cabianca 8 a Vicenza.

## Storia
Il palazzo, forse di origine romanica (come indica una ghiera in cotto sul fianco che dà su stradella Piancoli), rinnovato in forme gotiche verso il 1460 e successivamente verso la metà del Cinquecento, probabilmente da Camillo Volpe, proprietario a quell'epoca secondo l'estimo di Vicenza di quel tempo.
Negli anni sessanta dell'Ottocento Antonio Caregaro Negrin aggiunse sulla destra della facciata un'ala più bassa e sostituì il portone cinquecentesco.

## Descrizione
Gli elementi gotici della facciata sono la cornice delle finestre e della porta finestra a piano terra, la trifora e le monofore del primo piano, tutte con archi inflessi impennacchiati e trilobi.
Del Cinquecento sono la sopraelevazione del secondo piano, con il balcone e le apertura che ripetono il motivo della trifora; così pure lo sporto ligneo del tetto. Cinquecentesco è anche il capitello devozionale posto sul lato orientale del palazzo, su stradella Piancoli.
Dell'Ottocento sono il portone ad arco ribassato entro una cornice neogotica e la lapide commemorativa del poeta e scrittore vicentino Jacopo Cabianca.

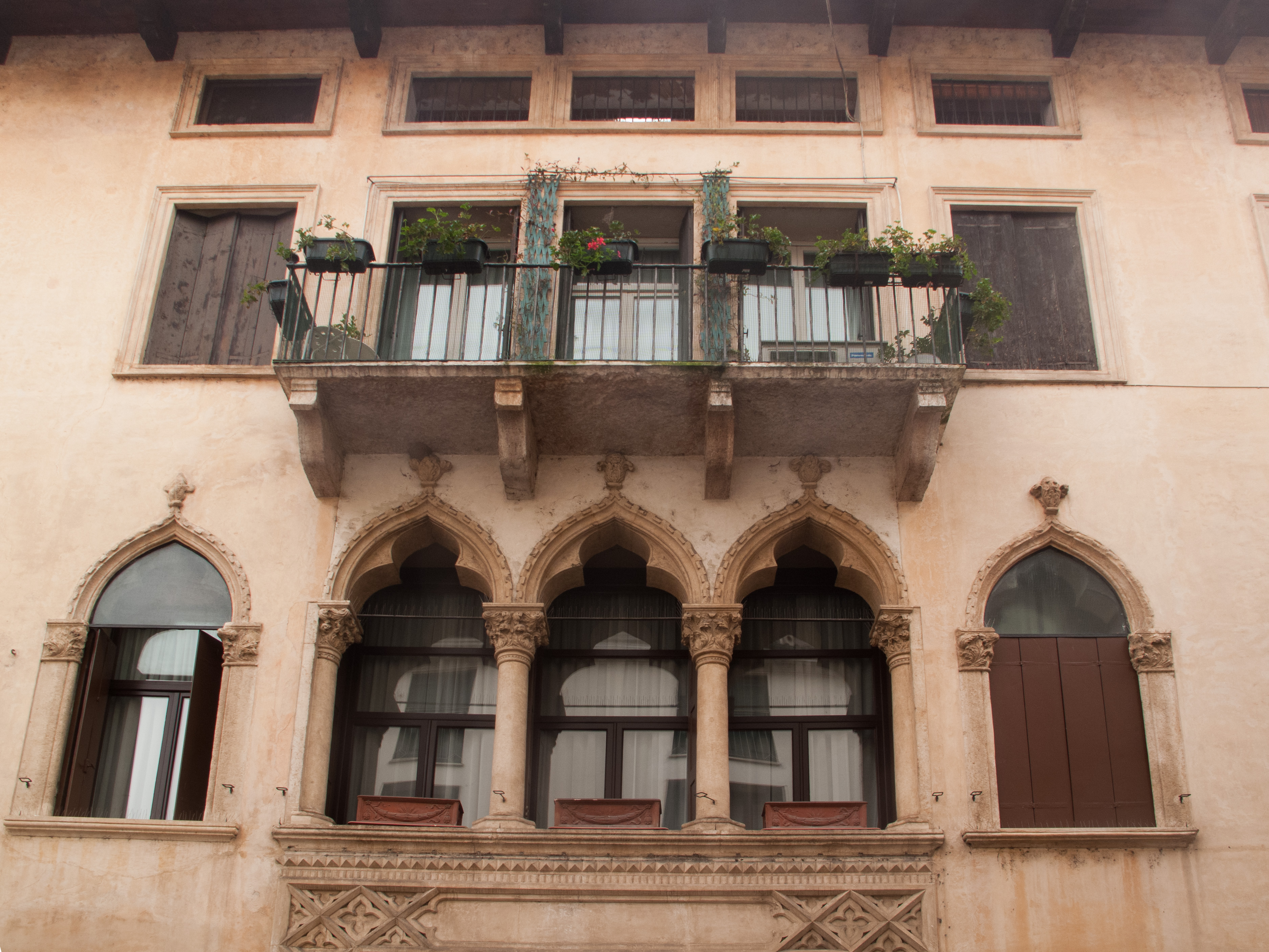
Trifora e monofore
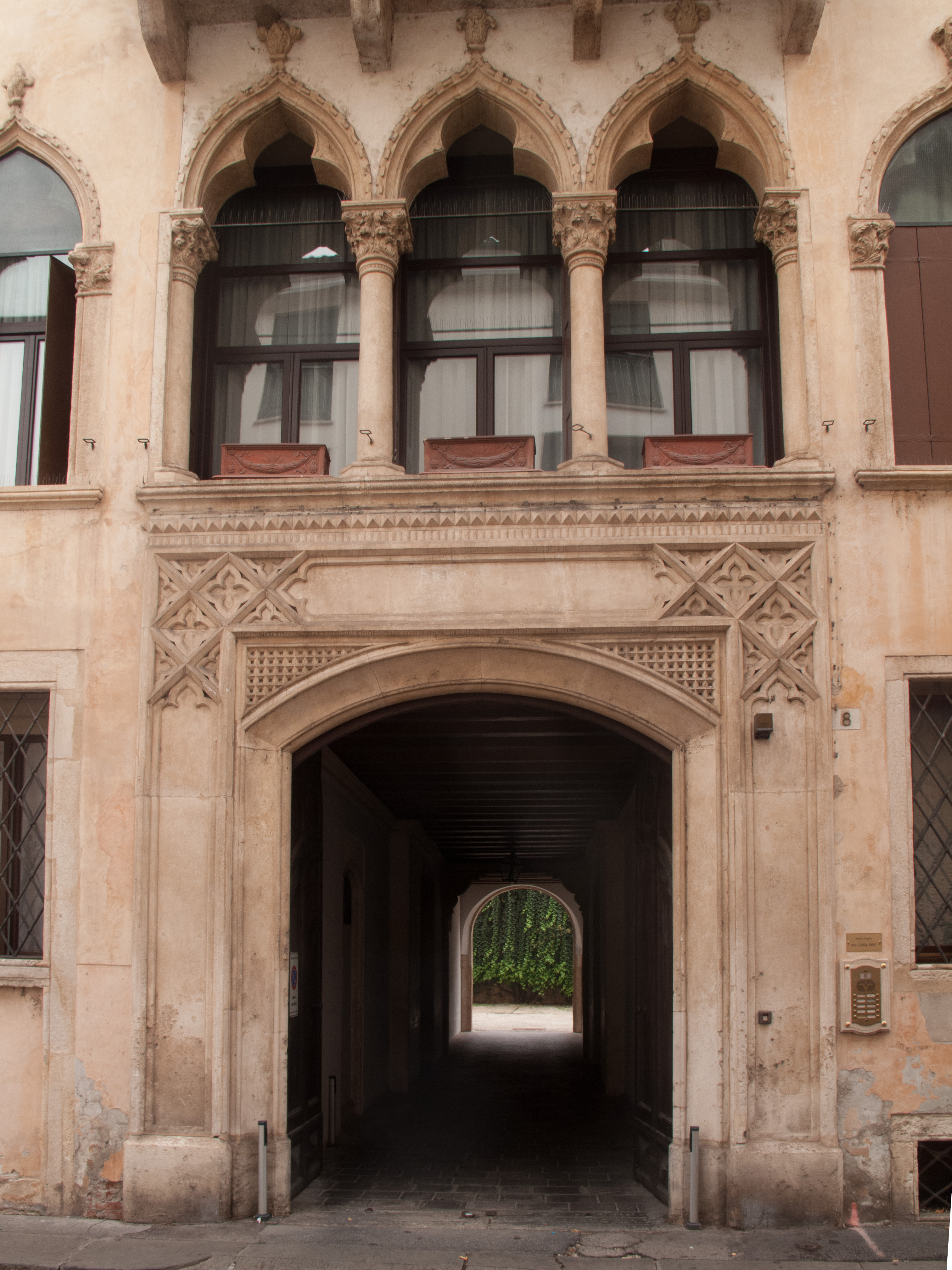
Portone e trifora
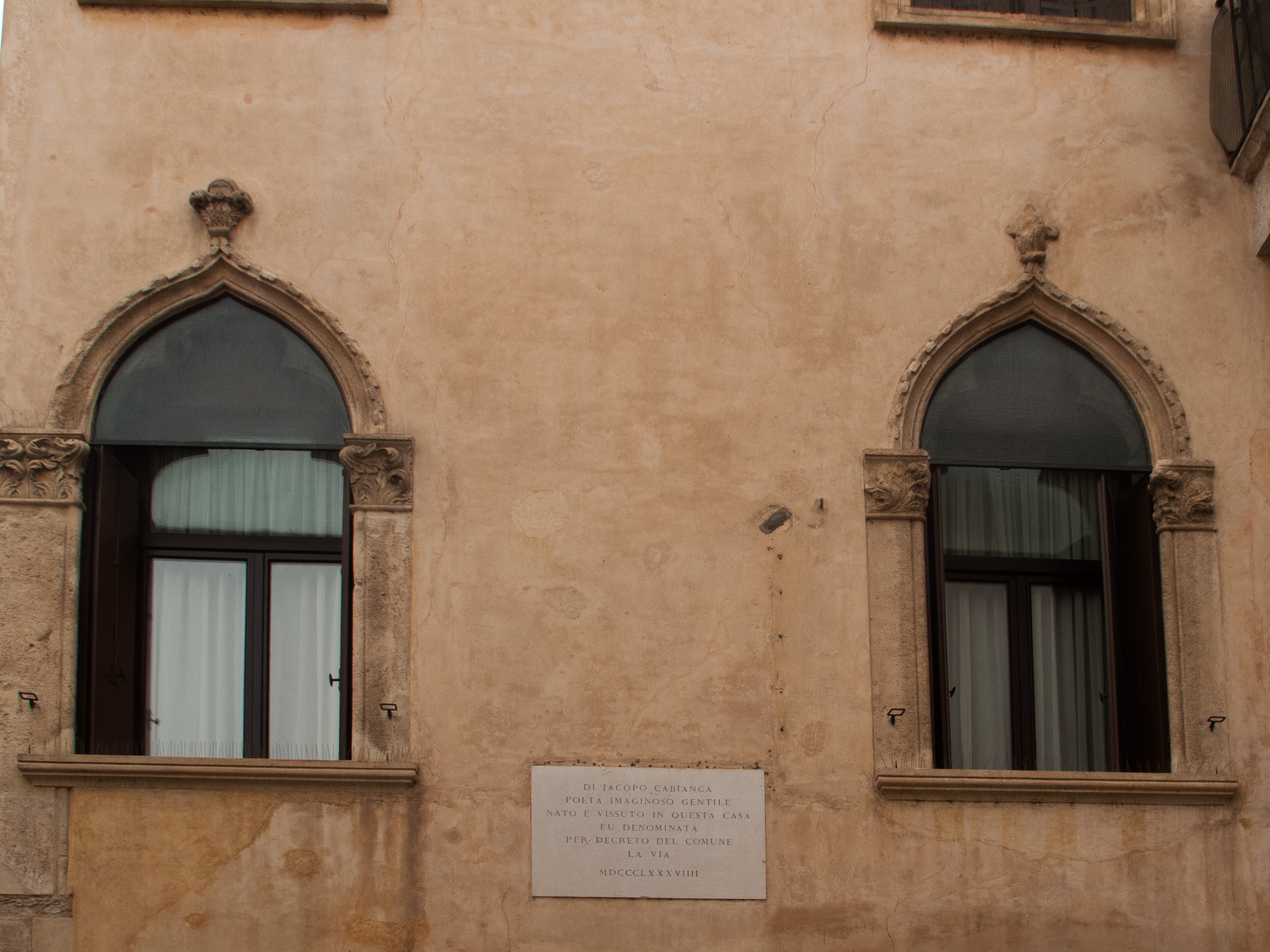
Monofora e lapide commemorativa di Jacopo Cabianca
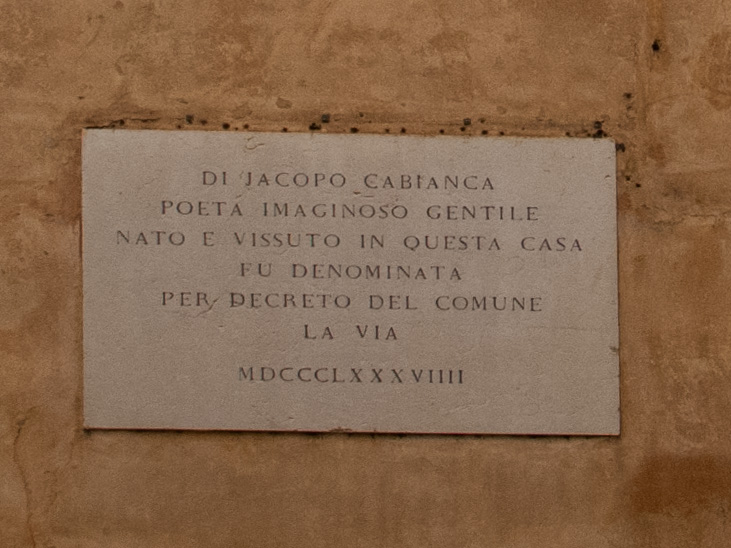
Lapide commemorativa di Jacopo Cabianca
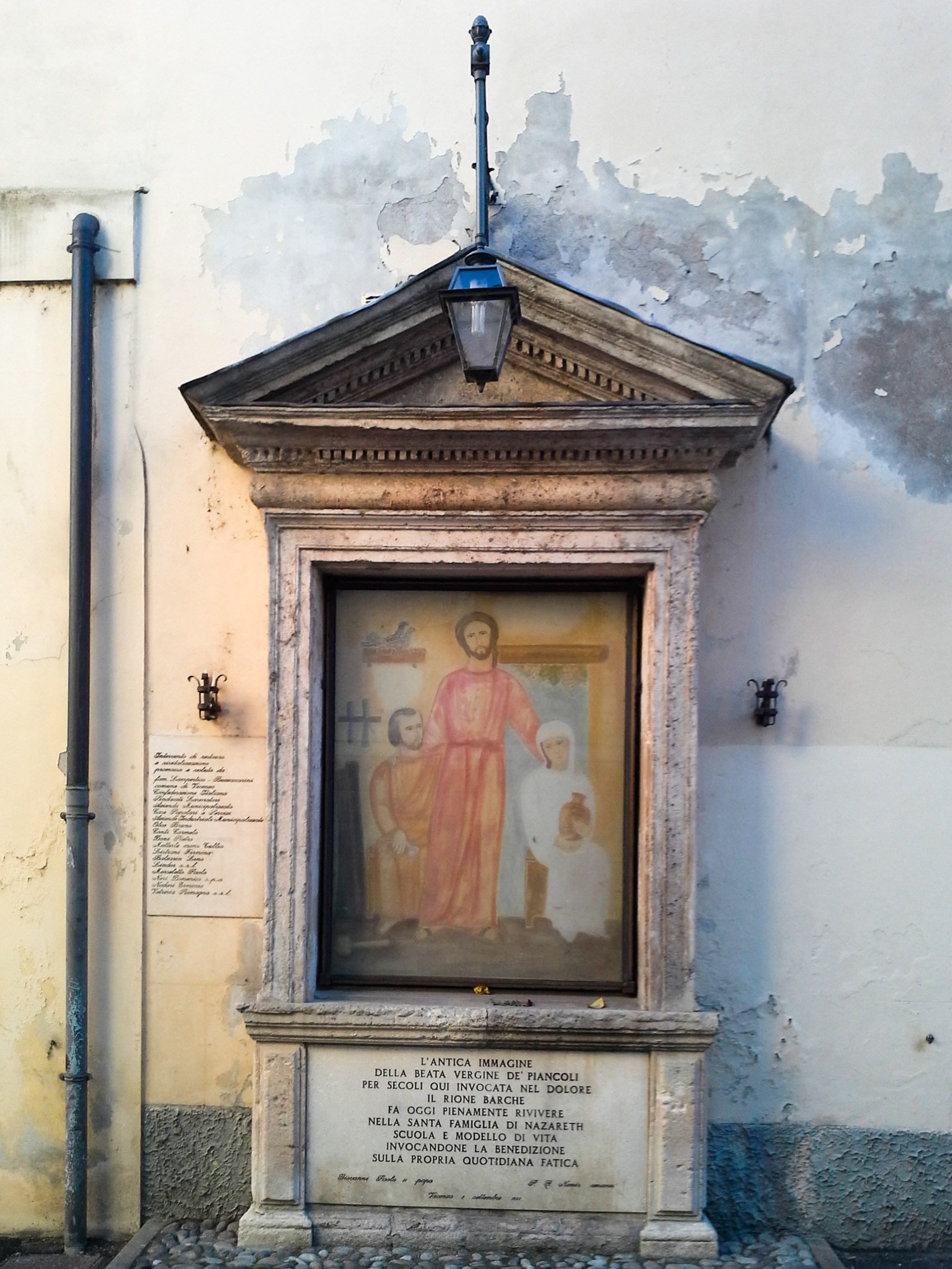
Capitello devozionale del XVI secolo